# Eduardo Soto
Eduardo Beltrán Soto Barrios (ur. 3 marca 1990 w Chajul) – gwatemalski piłkarz występujący na pozycji prawego obrońcy, reprezentant Gwatemali, od 2024 roku zawodnik Cobán Imperial.

## Kariera klubowa
Soto pochodzi z miejscowości Chajul w departamencie Quiché. W młodości pomagał rodzicom w pracy na roli. Karierę piłkarską rozpoczynał w trzecioligowej drużynie Barillas FC. W późniejszym czasie przeniósł się do Deportivo Iztapa. W jej barwach 4 sierpnia 2013 w zremisowanym 0:0 spotkaniu z Coatepeque zadebiutował w gwatemalskiej Liga Nacional, zaś premierowego gola strzelił 16 marca 2014 w przegranym 1:2 meczu również z Coatepeque. Na koniec sezonu spadł z Iztapą do drugiej ligi, po czym przeszedł do Deportivo Marquense. Tam grał przez dwa lata.
Latem 2016 został zawodnikiem klubu Cobán Imperial. Zdobył z nim puchar Gwatemali (2018/2019).

## Kariera reprezentacyjna
W seniorskiej reprezentacji Gwatemali Soto zadebiutował za kadencji selekcjonera Waltera Claverí, 18 sierpnia 2018 w wygranym 1:0 meczu towarzyskim z Kubą.